# Prokófiev (cráter)
Prokófiev es un cráter de impacto cerca del polo norte del planeta Mercurio, que recibe su nombre por el compositor ruso Serguéi Prokófiev. Los datos de la nave espacial MESSENGER indican que contiene agua helada y compuestos orgánicos. Aunque también se cree que otros cráteres en la región polar norte de Mercurio contienen hielo, Prokófiev es el más grande de ellos, con probable hielo superficial a lo largo del suelo del cráter sur que está en perpetua oscuridad.